# Нечаевка (Базарно-Карабулакский район)
Неча́евка — деревня в Базарно-Карабулакском районе Саратовской области. Входит в состав Алексеевского муниципального образования. 

## География
Нечаевка располагается в 62 километрах от Саратова и в 19 километрах от Базарного Карабулака. Ближайшая железнодорожная станция находится к северо-западу в Бурасах. Через Нечаевку проходит крупная областная дорога, связывающая населенный пункт с районным и областным центрами, а также с Новыми Бурасами. Около деревни находятся два пруда. В полукилометре от деревни находится общее по религиозной принадлежности кладбище, занимающее территорию около 1 га.

## История
Владельческая деревня Нечаевка была основана в 1823 году помещиком Чекмарёвым у реки Грязнухи на просёлочном тракте из Саратова в Кузнецк. Для этого, по рассказам местных жителей, было отселено несколько крестьянских семей из соседней деревни Новиковки: Федосеевы, Малкины, Судариковы и Зайчиковы. На момент крестьянской реформы 1861 года в Нечаевке проживало 65 мужчин и 67 женщин, всего 19 дворов. Деревня относилась к Ивановской волости Саратовского уезда Саратовской губернии. Местная церковно-приходская школа была приписана к храму Иоанна Предтечи соседней Новиковки. В 1912 году в Нечаевке проживало 310 человек, а число дворов достигало 60.
В советские годы окружённое со всех сторон лесом небольшая деревня практически не изменила своих границ и сохранила показатели численности населения XIX века. В 1933 году деревня частично сгорела из-за пожара. Постоянное население деревни составляет 9 человек.

## Достопримечательности

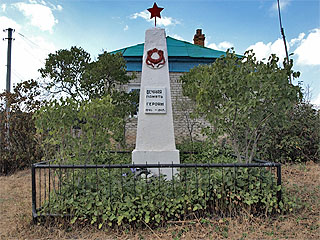
Памятник погибшим на войне односельчанам

В центре Нечаевки установлен небольшой монумент в память о погибших в годы Великой Отечественной войны. Памятник выполнен в виде белого обелиска с красной звездой на вершине.